# Brian Houghton Hodgson
Brian Houghton Hodgson (1. února 1800 Prestbury – 23. května 1894 Londýn) byl anglický zoolog a politik působící v Britské Indii.

## Biografie
Hodgson se narodil v roce 1800 v Prestbury v Cheshireu. V osmnácti letech odcestoval do Indie jako spisovatel Britské východoindické společnosti. V roce 1819 byl poslán do Káthmandú v Nepálu, kde studoval místní obyvatele, jejich zvyky, literaturu i náboženství. Zajímal se především o buddhismus, pod jehož vlivem přijal vegetariánství.
Během pobytu v Indii se stal silným oponentem Thomase Macaulaye a podpůrcem vzdělávání v místním jazyce a odpůrcem výuky podávané v angličtině.
Začal zde zkoumat i místní faunu. Pochází od něj velké množství nejrůznějších nových informací o místním ptactvu, ale také savcích, které později daroval Britskému muzeu. Objevil např. nový druh antilopy, která byla latinským názvem pojmenována po něm, čiru (Pantholops hodgsonii), sám objevil a vědecky popsal např. takina,prase zakrslé, nahura modrého, promyku zlatou, orla stepního či bažanta tibetského, celkem 39 druhů savců a 124 druhů ptáků; u dalších 79 ptačích druhů, které byly známy již předtím, nashromáždil noví poznatky a informace o jejich rozšíření a způsobu života. Do Britského muzea přivezl mezi lety 1843 až 1858 více než 10 499 nových podkladů. Navíc se v tomto muzeu dříve nalézalo i několik ilustrací k daným živočichům, které tvořili nadaní umělci pod Hodgonovým dozorem. Většina z nich však byla později převezena do Londýnské zoologické společnosti.
V roce 1844 od společnosti odstoupil a na krátko poté se vrátil do Anglie. V roce 1845 se usadil v Bengálsku v Darjeelingu, kde stále pokračoval ve svých výzkumech. V roce 1858 se znovu vrátil do Anglie a usadil se v Cotswoldsu. Zemřel 23. května 1894 v Alderleyi.